# Biak-szigeti ásótyúk
A Biak-szigeti ásótyúk (Megapodius geelvinkianus) a madarak osztályának tyúkalakúak (Galliformes) rendjébe és az ásótyúkfélék (Megapodiidae) családjába tartozó faj.

## Rendszerezése
A fajt Adolf Bernard Meyer német ornitológus írta le 1874-ben.

## Előfordulása
Az Indonézia területén lévő szigeteken honos. Természetes élőhelyei a szubtrópusi és trópusi síkvidéki esőerdők és cserjések, valamint másodlagos erdők.

## Természetvédelmi helyzete
Az elterjedési területe nem nagy, szétapródozott és csökken, egyedszáma 2500-9999 példány közötti és szintén csökken. A Természetvédelmi Világszövetség Vörös listáján sebezhető fajként szerepel.